# Estación Peyrano
Peyrano es una estación ferroviaria ubicada en la localidad del mismo nombre, en el Departamento Constitución, Provincia de Santa Fe, Argentina.

## Servicios
La estación corresponde al Ferrocarril General Bartolomé Mitre de la red ferroviaria argentina. Se encuentra concesionada a la empresa de cargas Nuevo Central Argentino.